# Хёрст, Брэндон
Брэндон Хёрст (англ. Brandon Hurst; 30 августа 1866, Лондон — 15 июля 1947, Голливуд, Лос-Анджелес) — английский актёр театра и кино.

## Биография
В молодости изучал лингвистику и начал играть в театре в 1880 году. На Бродвее начал выступать с 1900 года, закончил театральную карьеру, начав сниматься в кино. Ему было почти пятьдесят лет, когда он снялся в своём первом фильме в 1915 году. После этого снялся ещё в 129 фильмах, вплоть до смерти в 1947 году. Наибольшей популярностью пользовался в 1920-е годы, играя в основном отрицательных героев.

## Фильмография
- 1920 — Доктор Джекилл и мистер Хайд / Dr Jekyll and Mr Hyde
- 1923 — Горбун из Нотр-Дама / The Hunchback of Notre Dame
- 1924 — Багдадский вор / The Thief of Bagdad — Халиф
- 1927 — Любовь — Алексей Александрович Каренин
- 1932 — Убийство на улице Морг — префект полиции
- 1932 — Белый зомби
- 1934 — Потерянный патруль
- 1940 — Багдадский вор